# Vocance
Pour les articles homonymes, voir Vocance.
Vocance est une commune française située dans le département de l'Ardèche, en région Auvergne-Rhône-Alpes. 
Son territoire de 17 km2 s'étend de part et d'autre de la vallée de la Cance, avec un village à l'aspect essentiellement rural et qui s'étire de part et d'autre de la rivière, entre des hauteurs plus boisées. Le passé a laissé en témoignage quelques sites intéressants.

## Géographie

### Situation et description

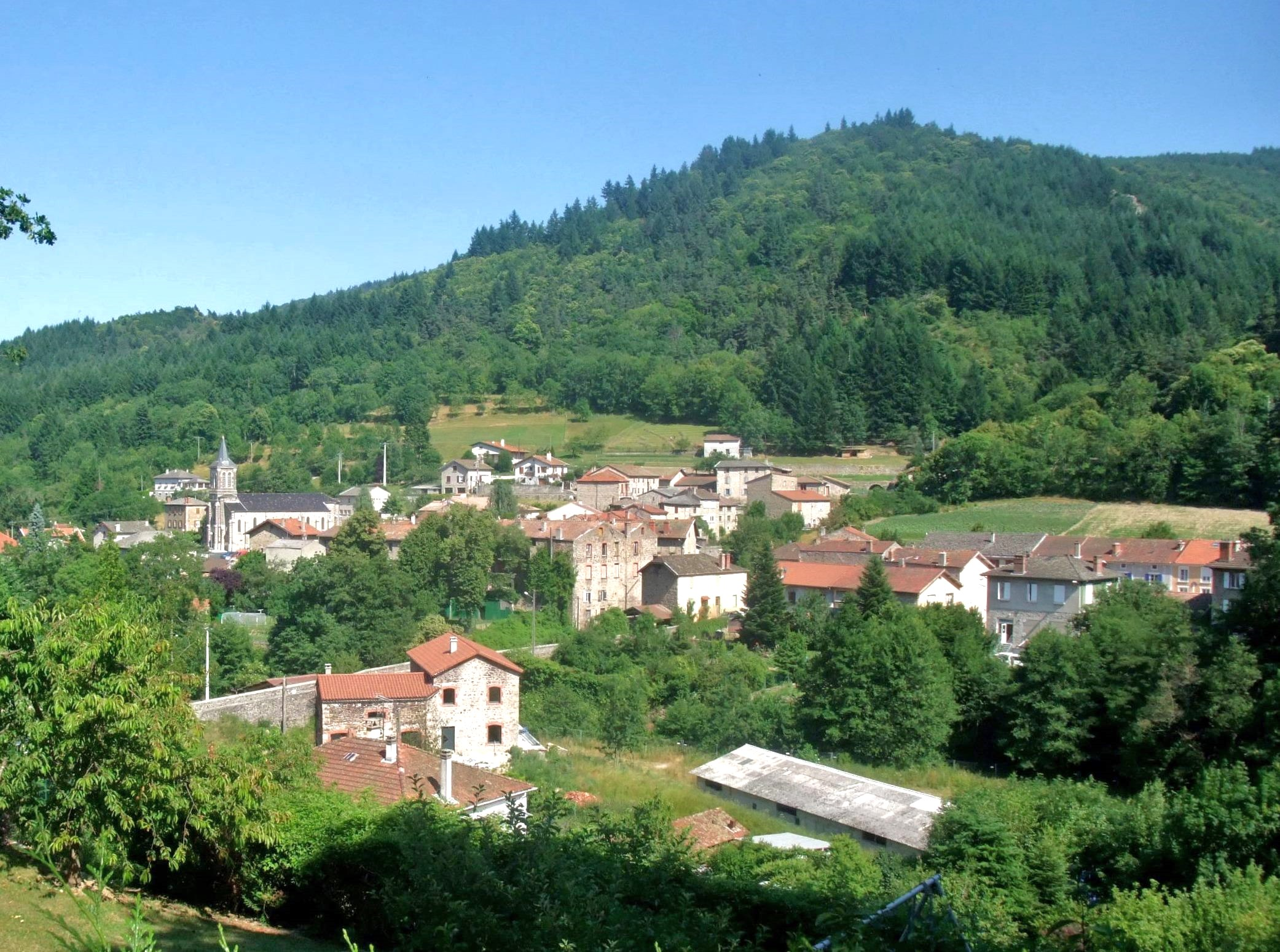
Un environnement naturel, mais de plus en plus boisé.

La commune de Vocance est à 85 % couverte de forêts. Elles s'étendent surtout au sud jusqu'à la crête qui inclut le Suc de Vent, la Croix de Boiray et le Chirat Blanc. C'est au long de la vallée que sont installés la plupart des hameaux ainsi que le village. On peut y distinguer la partie plus ancienne du « Bourg » autour de l'ancien château et de la rivière; une partie plus développée autour de la route, de l'église et des services collectifs. 
Autour du village et des hameaux, la fermeture progressive des fermes entraîne peu à peu la disparition des prairies qui s'embroussaillent et se transforment peu à peu en forêts.

### Communes limitrophes
Huit communes sont limitrophes de Vocance, toutes situées dans le département de l'Ardèche et réparties géographiquement de la manière suivante :

### Climat
Pour des articles plus généraux, voir Climat d'Auvergne-Rhône-Alpes et Climat de l'Ardèche.
En 2010, le climat de la commune est de type climat des marges montargnardes, selon une étude du CNRS s'appuyant sur une série de données couvrant la période 1971-2000. En 2020, Météo-France publie une typologie des climats de la France métropolitaine dans laquelle la commune est exposée à un climat de montagne ou de marges de montagne et est dans la région climatique  Sud-est du Massif Central, caractérisée par une pluviométrie annuelle de 1 000 à 1 500 mm, minimale en été, maximale en automne. 
Pour la période 1971-2000, la température annuelle moyenne est de 10,6 °C, avec une amplitude thermique annuelle de 17,2 °C. Le cumul annuel moyen de précipitations est de 937 mm, avec 8,9 jours de précipitations en janvier et 6,2 jours en juillet. Pour la période 1991-2020, la température moyenne annuelle observée sur la station météorologique de Météo-France la plus proche, sur la commune de Lalouvesc à 9 km à vol d'oiseau, est de 8,3 °C et le cumul annuel moyen de précipitations est de 1 064,8 mm,. Pour l'avenir, les paramètres climatiques de la commune estimés pour 2050 selon différents scénarios d'émission de gaz à effet de serre sont consultables sur un site dédié publié par Météo-France en novembre 2022.

### Hydrographie
Le territoire communal est traversé par la Cance, un affluent direct du Rhône en rive droite.

## Urbanisme

### Typologie
Au 1er janvier 2024, Vocance est catégorisée commune rurale à habitat dispersé, selon la nouvelle grille communale de densité à 7 niveaux définie par l'Insee en 2022.
Elle est située hors unité urbaine. Par ailleurs la commune fait partie de l'aire d'attraction d'Annonay, dont elle est une commune de la couronne,. Cette aire, qui regroupe 37 communes, est catégorisée dans les aires de 50 000 à moins de 200 000 habitants,.

### Occupation des sols
L'occupation des sols de la commune, telle qu'elle ressort de la base de données européenne d’occupation biophysique des sols Corine Land Cover (CLC), est marquée par l'importance des forêts et milieux semi-naturels (91,8 % en 2018), une proportion sensiblement équivalente à celle de 1990 (92,1 %). La répartition détaillée en 2018 est la suivante : 
forêts (81,7 %), milieux à végétation arbustive et/ou herbacée (10,1 %), prairies (4,6 %), zones urbanisées (1,9 %), zones agricoles hétérogènes (1,7 %).
L'évolution de l’occupation des sols de la commune et de ses infrastructures peut être observée sur les différentes représentations cartographiques du territoire : la carte de Cassini (XVIIIe siècle), la carte d'état-major (1820-1866) et les cartes ou photos aériennes de l'IGN pour la période actuelle (1950 à aujourd'hui).

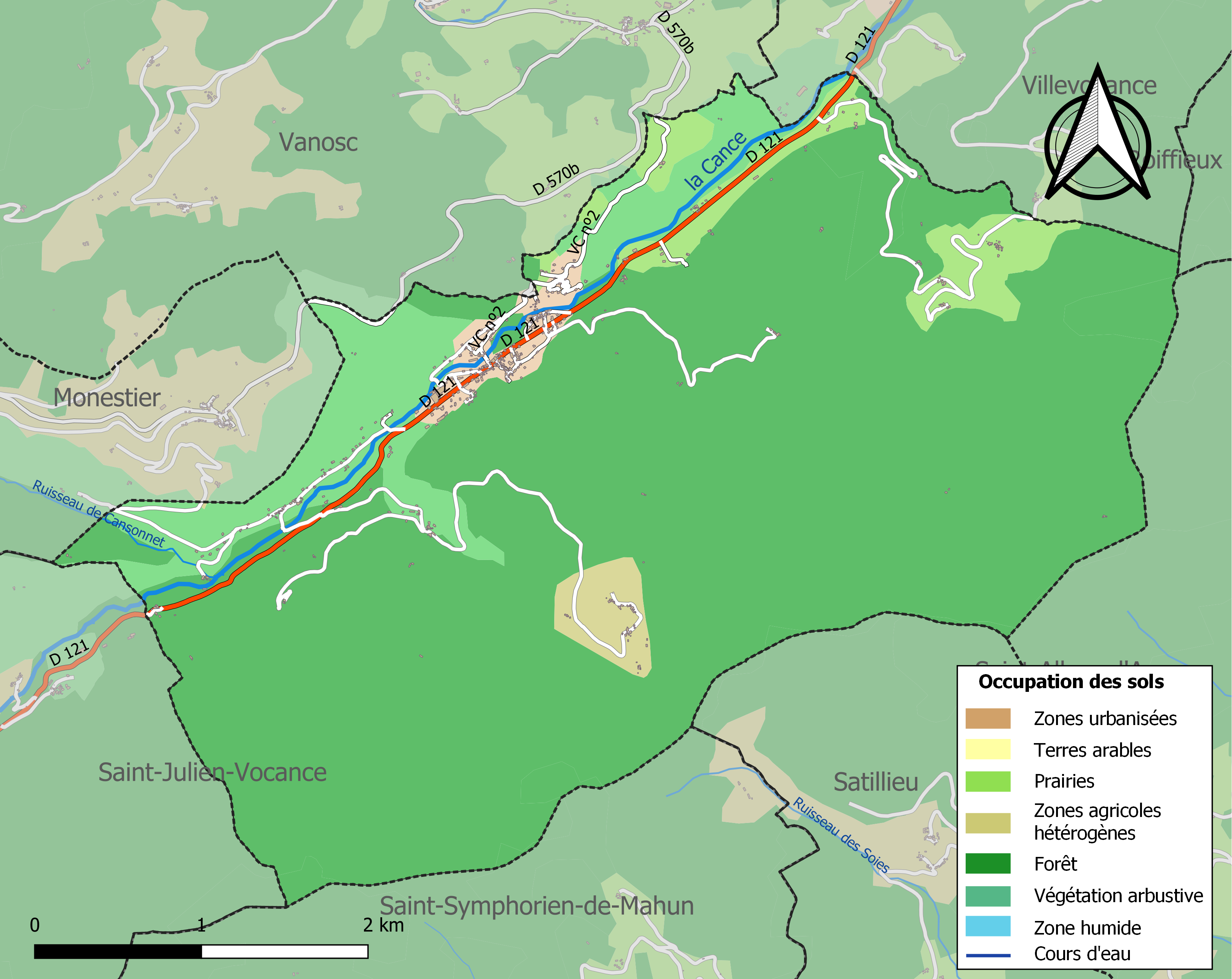
Carte des infrastructures et de l'occupation des sols de la commune en 2018 (CLC).

## Histoire

### Antiquité
La fortification en oppidum du Chirat Blanc atteste au moins que le secteur de Vocance était habité à l'époque gauloise.

### Moyen Âge
Au Moyen Âge, la rivière Cance a été pendant un temps la limite entre deux seigneuries: la Maison d'Argental au nord, celle de Mahun au sud. Dès le XIe siècle sans doute, Vocance a été doté d'un important château, pour contrôler la route d'Annonay au Puy. Il en reste une partie encore assez importante.  

### Époque contemporaine

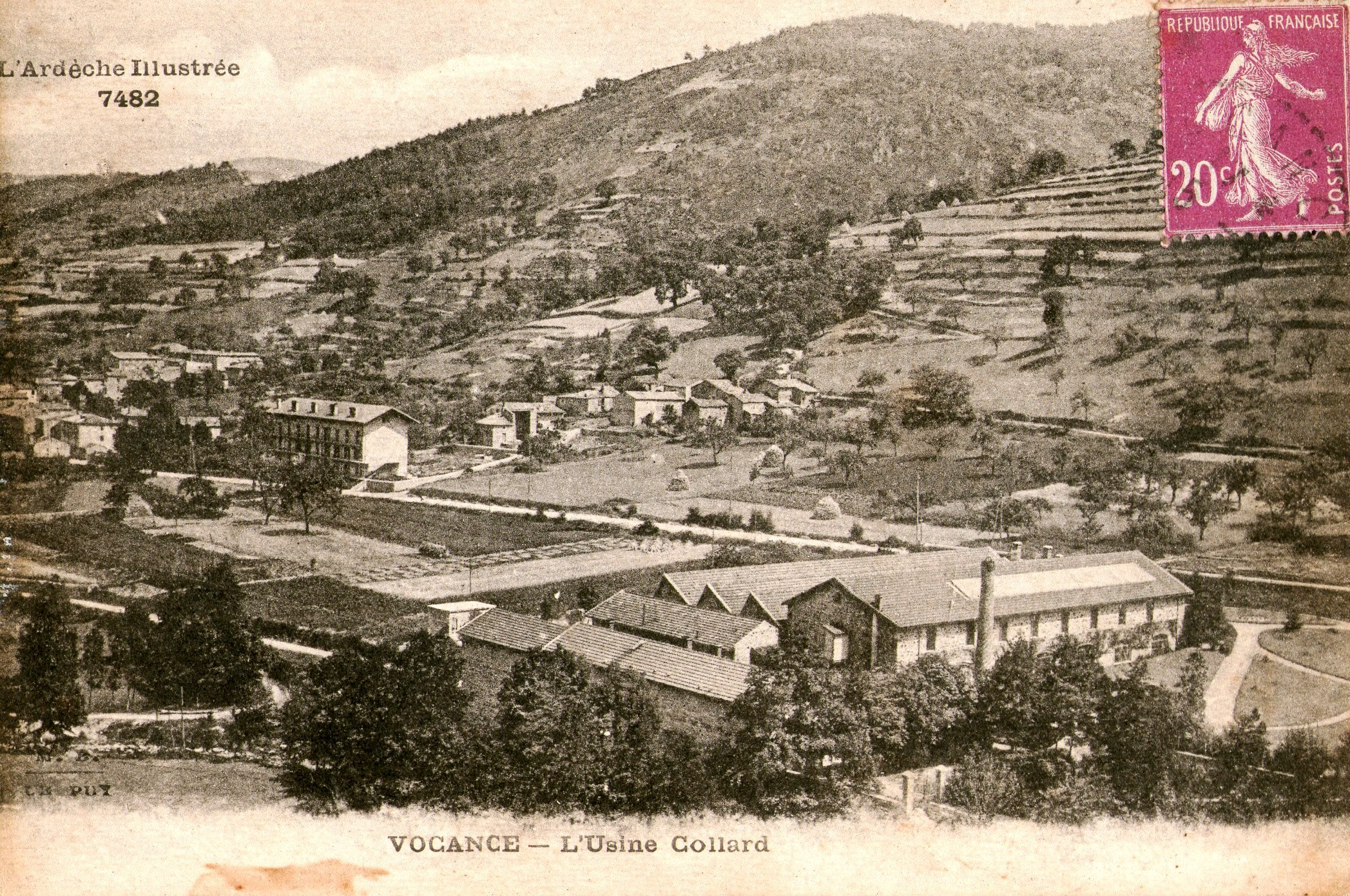
L'industrie et l'agriculture étaient nettement plus actives en début de XXe siècle.

Après la Révolution, la population s'est longtemps maintenue entre 800 et 900 habitants, jusqu'au début du XXe siècle. Elle a ensuite assez bien résisté à l'exode rural grâce à la présence d'industries textiles. Mais l'usine la plus importante a fermé en 1983. Il reste quelques entreprises dans le travail du bois, mais un seul agriculteur à plein temps. Malgré tout, depuis les années 2000, la population arrive à se maintenir autour de 600 habitants.
La vie collective s'affirme très active au village, avec vingt associations et un Comité des Fêtes qui a été réactivé. Le nombre d'habitants relativement restreint est de nature à permettre à tous de se connaître et de se rencontrer. Cette situation devrait perdurer, car les dernières réglementations d'urbanisme limitent les possibilités de construction.

## Politique et administration

### Liste des maires
| Période                                  | Période                     | Identité         | Étiquette | Qualité                           |
| ---------------------------------------- | --------------------------- | ---------------- | --------- | --------------------------------- |
| Les données manquantes sont à compléter. |                             |                  |           |                                   |
|                                          | mars 1983                   | Élie Arcens      |           |                                   |
| mars 1983                                | mars 2008                   | Jean Fanget      |           |                                   |
| mars 2008                                | mars 2014                   | Denis Blanchet   | DVD       |                                   |
| 4 avril 2014                             | En cours (au 24 avril 2014) | Virginie Ferrand | DVD-LR    | Commerciale Conseillère régionale |

## Population et société

### Démographie
L'évolution du nombre d'habitants est connue à travers les recensements de la population effectués dans la commune depuis 1793. Pour les communes de moins de 10 000 habitants, une enquête de recensement portant sur toute la population est réalisée tous les cinq ans, les populations de référence des années intermédiaires étant quant à elles estimées par interpolation ou extrapolation. Pour la commune, le premier recensement exhaustif entrant dans le cadre du nouveau dispositif a été réalisé en 2006.

En 2022, la commune comptait 615 habitants, en évolution de +1,32 % par rapport à 2016 (Ardèche : +2,48 %, France hors Mayotte : +2,11 %).
| 1793 | 1800 | 1806 | 1821 | 1831 | 1836 | 1841 | 1846 | 1851 |
| ---- | ---- | ---- | ---- | ---- | ---- | ---- | ---- | ---- |
| 733  | 644  | 802  | 860  | 867  | 800  | 876  | 948  | 948  |

| 1856 | 1861 | 1866 | 1872 | 1876 | 1881 | 1886 | 1891 | 1896 |
| ---- | ---- | ---- | ---- | ---- | ---- | ---- | ---- | ---- |
| 890  | 851  | 844  | 896  | 881  | 858  | 868  | 875  | 848  |

| 1901 | 1906 | 1911 | 1921 | 1926 | 1931 | 1936 | 1946 | 1954 |
| ---- | ---- | ---- | ---- | ---- | ---- | ---- | ---- | ---- |
| 851  | 978  | 937  | 832  | 843  | 743  | 715  | 740  | 827  |

| 1962 | 1968 | 1975 | 1982 | 1990 | 1999 | 2006 | 2011 | 2016 |
| ---- | ---- | ---- | ---- | ---- | ---- | ---- | ---- | ---- |
| 843  | 823  | 814  | 699  | 661  | 619  | 618  | 583  | 607  |

| 2021 | 2022 | - | - | - | - | - | - | - |
| ---- | ---- | - | - | - | - | - | - | - |
| 619  | 615  | - | - | - | - | - | - | - |

Après la Révolution, la population s'est longtemps maintenue entre 800 et 900 habitants, jusqu'au début du XXe siècle. Elle a ensuite assez bien résisté à l'exode rural grâce à la présence d'industries textiles. Mais l'usine la plus importante a fermé en 1983. Depuis les années 2000, la population semble arriver à se maintenir autour de 600 habitants.

### Enseignement
La commune est rattachée à l'académie de Grenoble.

### Manifestations culturelles et festivités

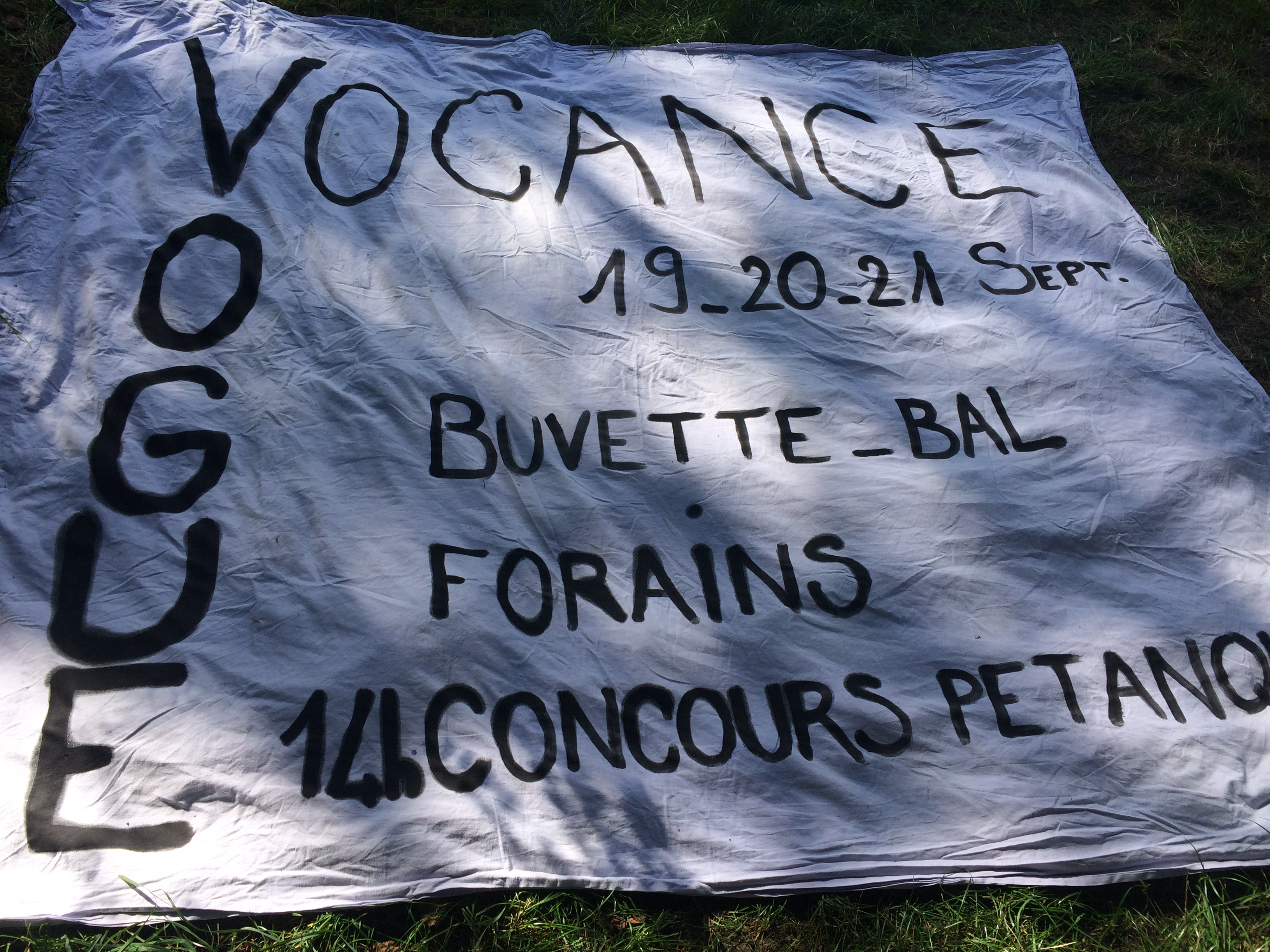
Photo du panneau disposé près de la D121 dans le but de promouvoir la Vogue annuelle organisé par les conscrits de Vocance.

Malgré sa taille réduite, la commune compte vingt associations. On pratique de la pêche, la musique en batterie fanfare, de la danse africaine, de la gym, du karaté, du yoga… Le Comité des Fêtes réactivé organise, depuis 2008, plusieurs animations dans l'année: carnaval, repas dansants, soirées festives, spectacles divers et une Déval'Cance tous les deux ans. L'association des Conscrits de Vocance participe également à faire vivre le village dans le respect de la tradition chaque année en chantant le Mai accompagné de jonquilles qu'ils offrent ainsi qu'en organisant une Vogue le weekend suivant la Sainte Croix en Septembre. La commune dispose d'une salle des fêtes sur les hauteurs du village, à proximité de la Maison d'Accueil des Personnes Âgées qui comporte dix logements.

### Cultes
L'église Sainte-Croix et la communauté catholique de la commune dépendent de la paroisse Bienheureux Gabriel Longueville, elle-même rattachée au diocèse de Viviers.

## Économie
L'usine textile la plus importante a fermé en 1983.
La seule activité qui reste est celle du bois, avec sept entreprises artisanales : quatre scieries, un bûcheron débardeur et deux transporteurs. Il ne reste plus qu'un agriculteur à plein temps, producteur de fromage de chèvre au hameau de Gaud. Les autres exploitants sont doubles actifs ou retraités. Quelques artisans sont installés sur la commune. La plupart des autres actifs travaillent à Annonay ou dans la Vallée du Rhône.
Au village, la mairie a permis l'installation d'une boulangerie en 2007. En 2010, l'installation d'une épicerie a moins bien marché. Mais elle a rouvert en 2013 avec une restauration de type bouchon. Il y a aussi un café tabac presse et une station d'essence.

## Culture locale et patrimoine

### Lieux et monuments

#### Le château

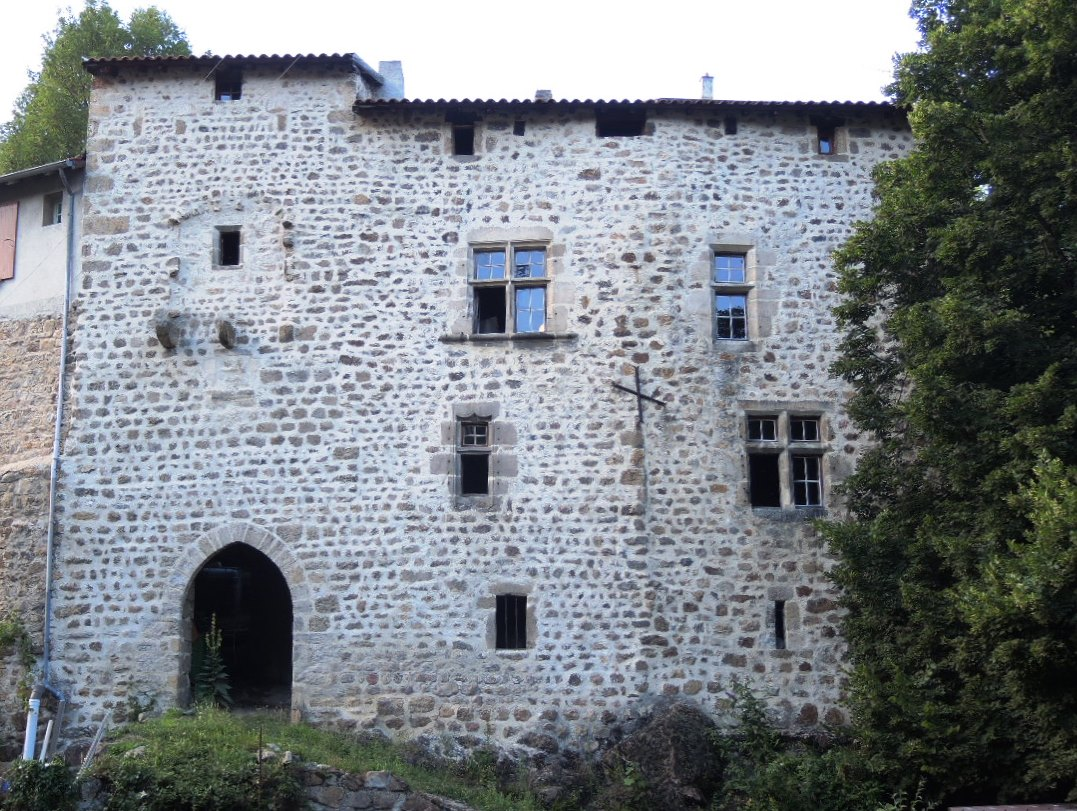
Une façade encore impressionnante sur la rive gauche de la Cance.

Lieu de refuge et de justice, le château administrait les cinq communes de la vallée de la Vocance. Ses bâtiments étaient plus nombreux qu'aujourd'hui et constituaient une petite cité fortifiée, dominée par un donjon, sur la rive gauche de la Cance. Le site a appartenu à différentes familles, puis son déclin a suivi celui de la féodalité. Il reste de cet ensemble surtout ses bâtiments d'entrée, au bord de la rivière, que leur propriétaire actuel restaure progressivement[Selon qui ?]. Le site est inscrit comme monument historique. Il accueille de temps en temps des stages de musique ancienne.

#### La ferme forte de la «Détourbe»
Un autre site fortifié subsiste au bord de la route d'Annonay : la ferme forte de la Détourbe, qui arbore une entrée dotée d'éléments défensifs.

#### L'église
L'église Sainte-Croix de Vocance du village a été construite en 1909-1910 en style néo-gothique. Elle est rattachée à la paroisse catholique « Bienheureux Gabriel Longueville »,,.

#### L'oppidum du Chirat blanc

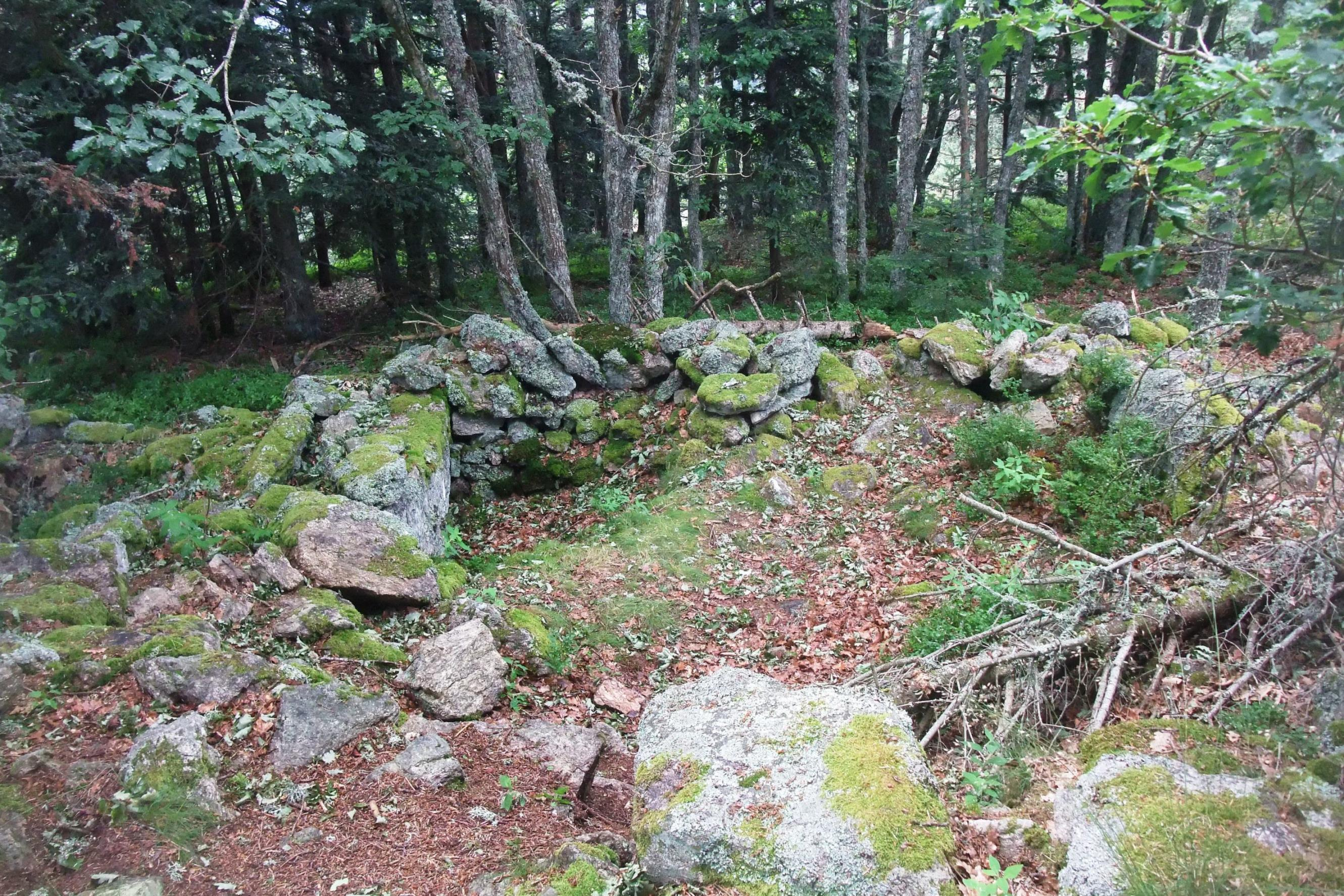
Des traces d'une occupation prégauloise, sans doute momentanée.

Le chirat (l'éboulis) qui descend de son sommet se remarque assez facilement de loin. Mais l'originalité du Chirat blanc est surtout d'avoir été entouré d'une double enceinte de murs en pierres sèches, sans doute à l'époque gauloise. On y trouve aussi d'anciens emplacements de cabanes creusés dans le sol. Malgré tout, les diverses fouilles n'ont pas trouvé de vestiges domestiques. Son occupation a donc sans doute été très courte, pendant un danger momentané. Il a pu alors abriter quelques centaines de personnes.
Son accès n'est guère pratique en véhicule. On peut y accéder à pied par les chemins forestiers des hauteurs de Vocance, ou par le col du Rouvey à l'ouest, ou, du côté sud, par le village de Saint-Symphorien-de-Mahun.

### Personnalités liées à la commune
- Norbert Dentressangle, transporteur, est né à Vocance le 9 juillet 1954. En 1979, il constitue la société qui le rendra célèbre. Aujourd'hui forte de plusieurs milliers de semi-remorques, elle est implantée dans le couloir rhodanien, à Saint-Vallier (Drôme).

### Héraldique
| Blason de Vocance | Blason  | Tiercé en pal : au 1er de gueules à trois abeilles d'or rangées en pal, au 2e d'azur à deux fleurs de lys d'or, l'une au-dessus de l'autre, à l'écusson de gueules chargé d'une ville fortifiée d'or, brochant en cœur, au 3e de gueules au mûrier au naturel surmonté de deux cocons de ver à soie d'or, posés en fasces, l'un au-dessus de l'autre. |
| Blason de Vocance | Détails | Adopté par la municipalité. |

## Photos

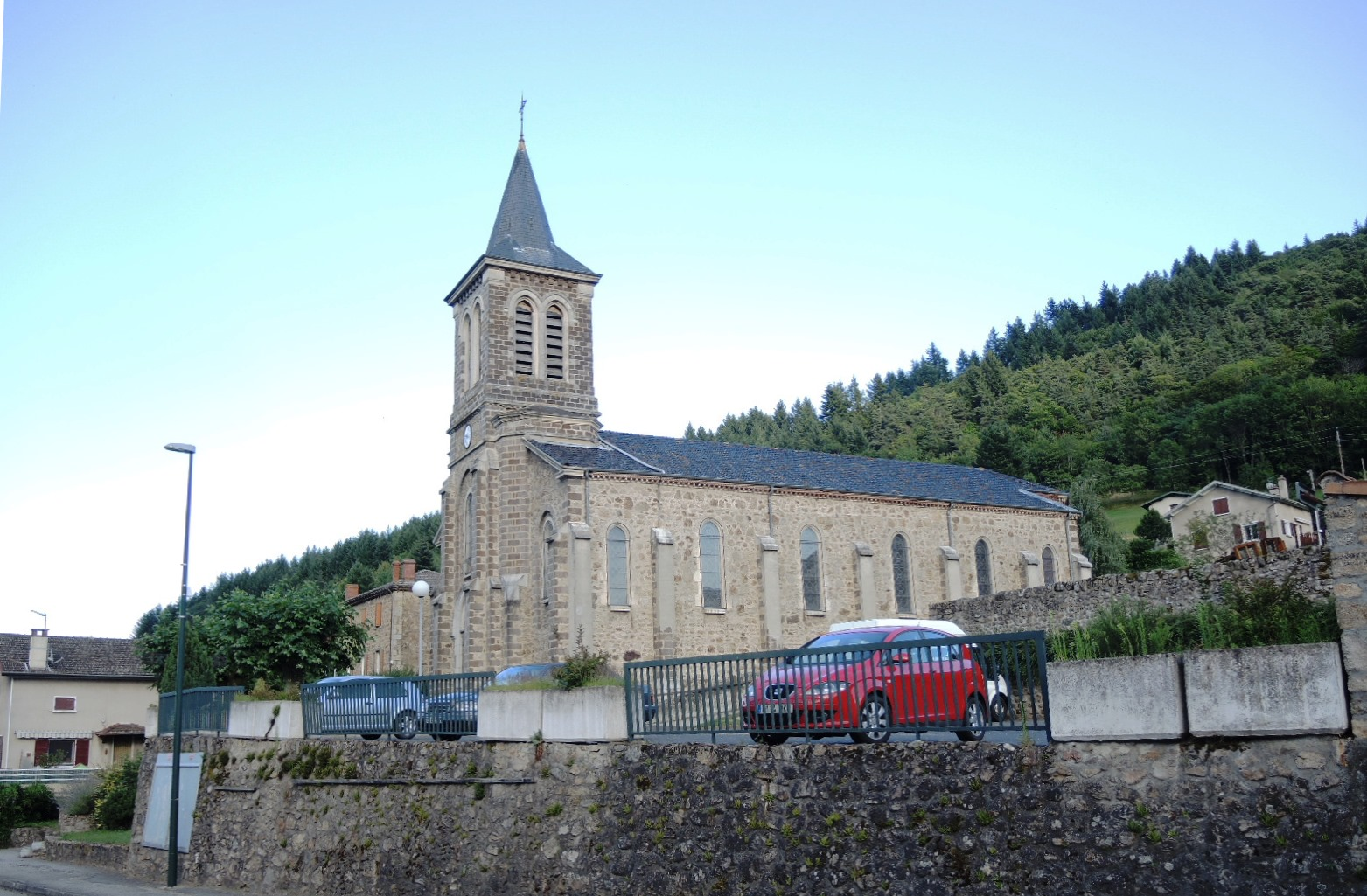
L'église, achevée en 1910.
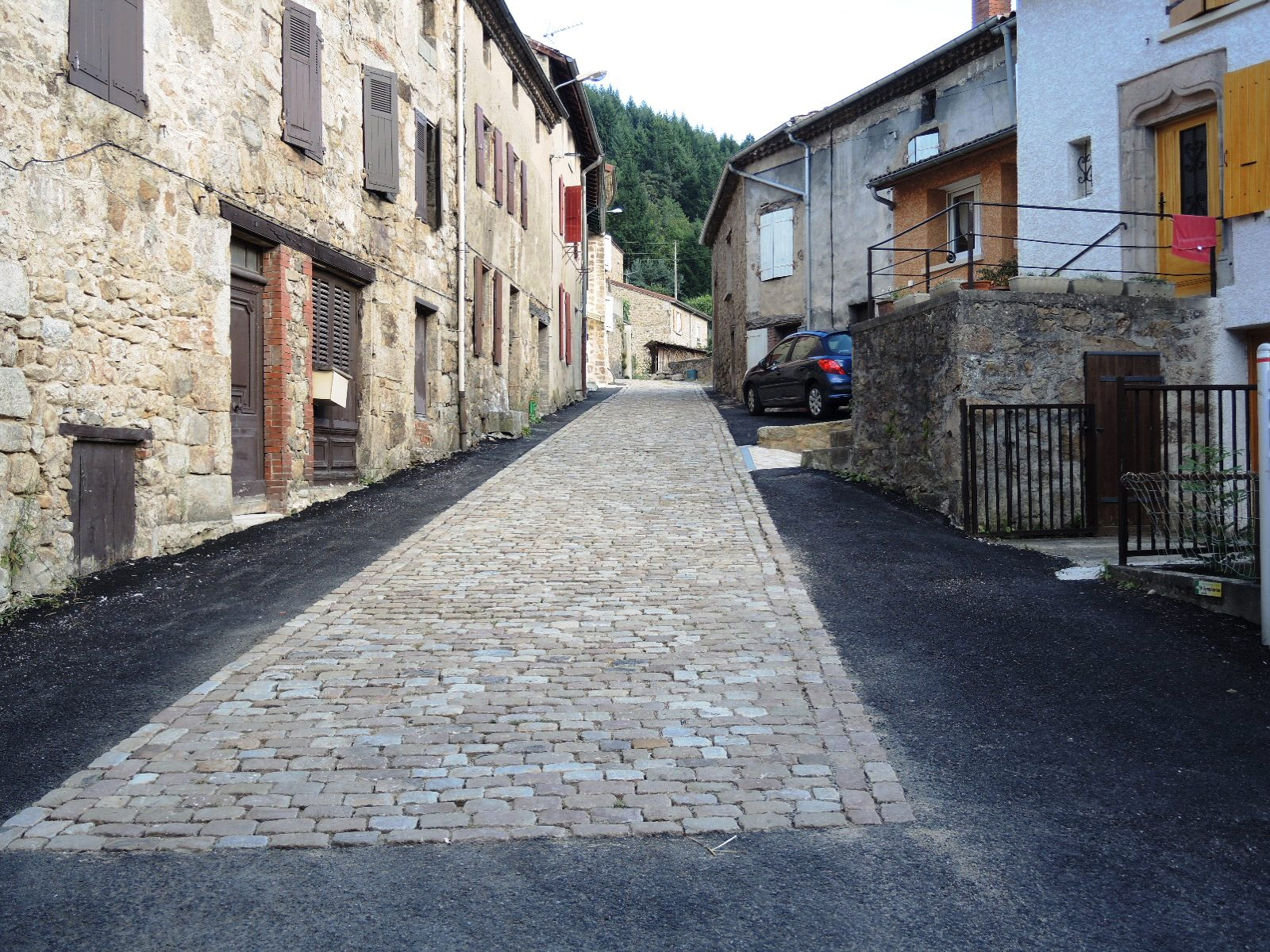
Le "Pavé" qui rejoint le haut du village.
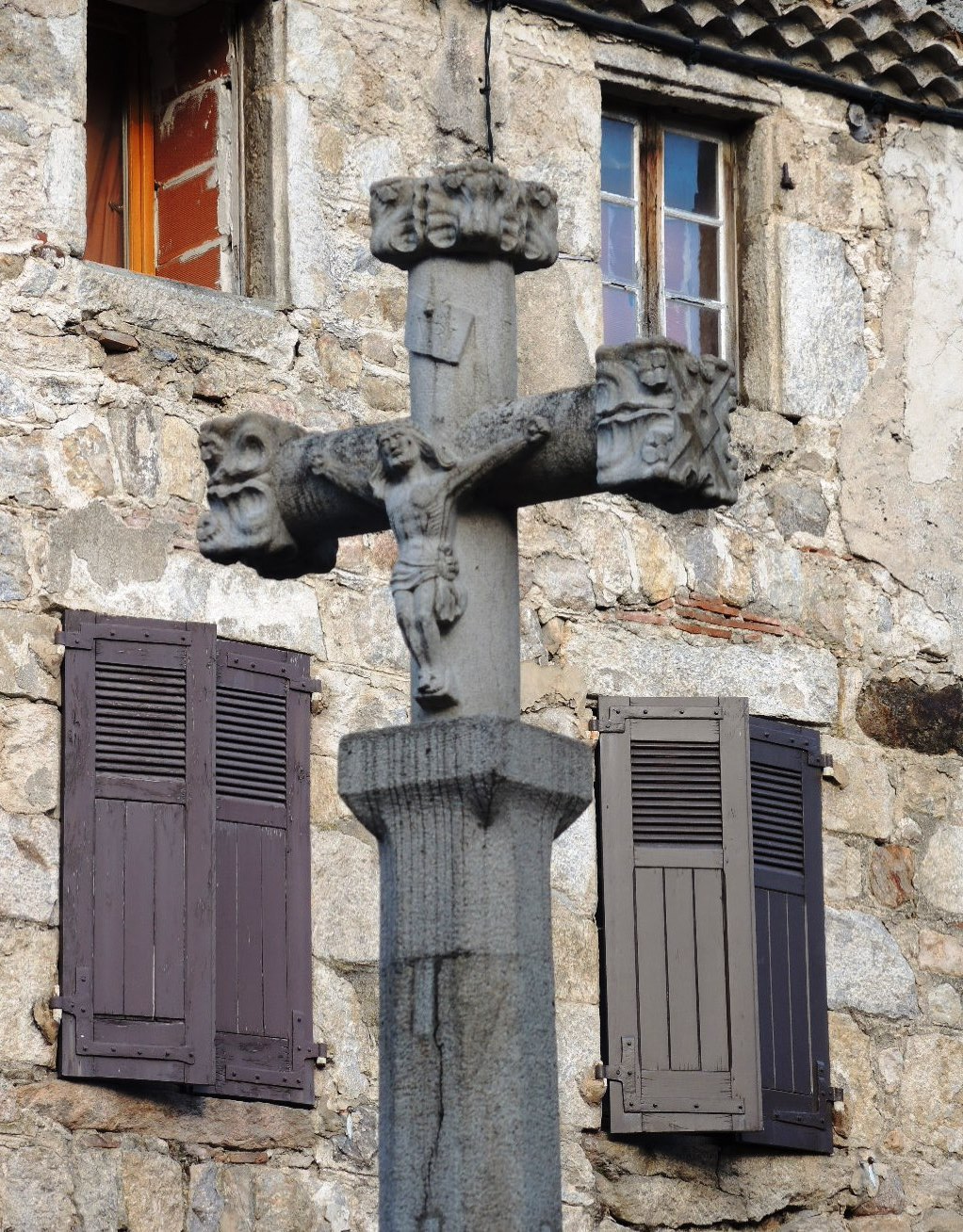
La croix du Pavé.
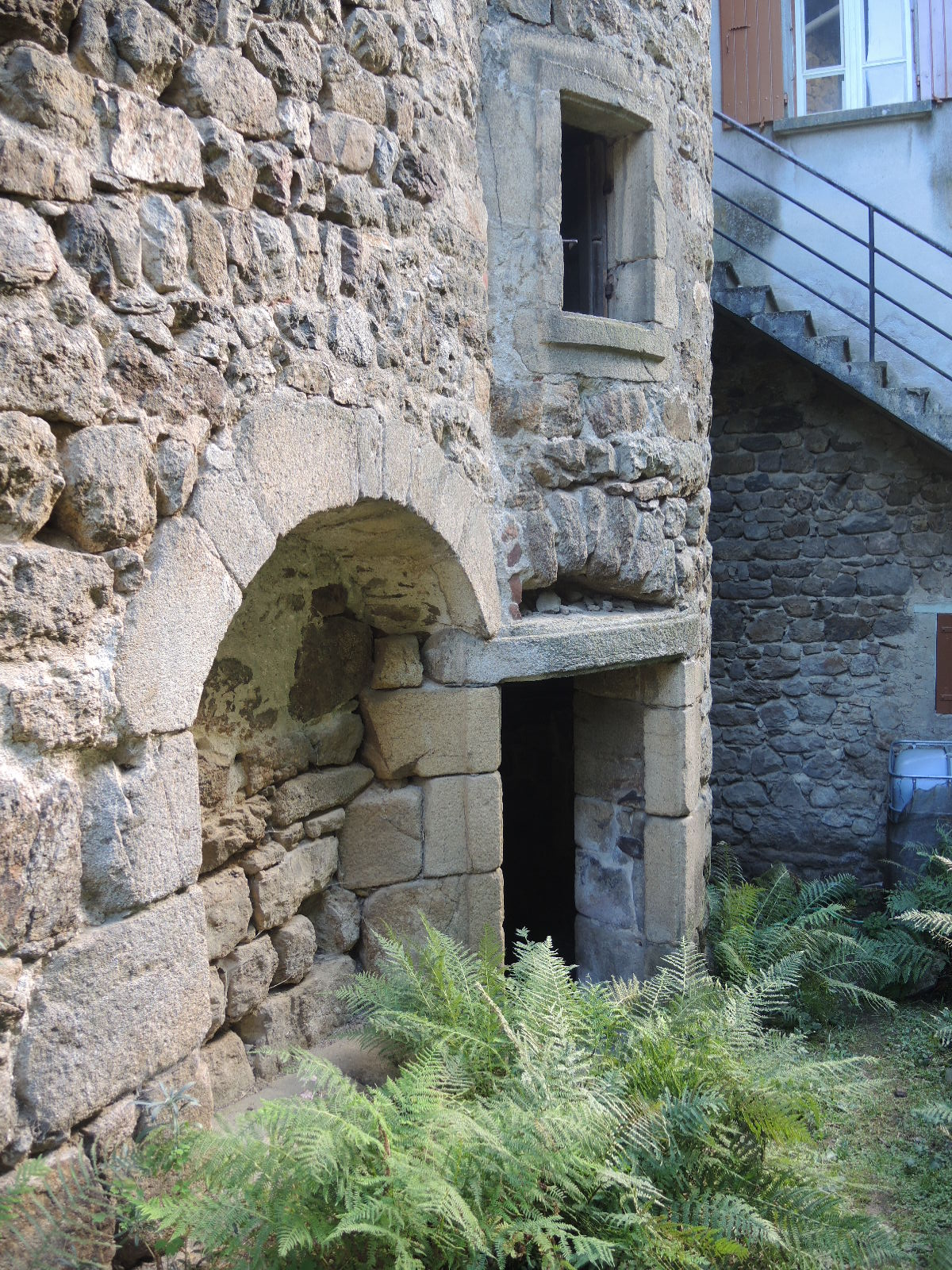
Anciennes portes annexes du château.
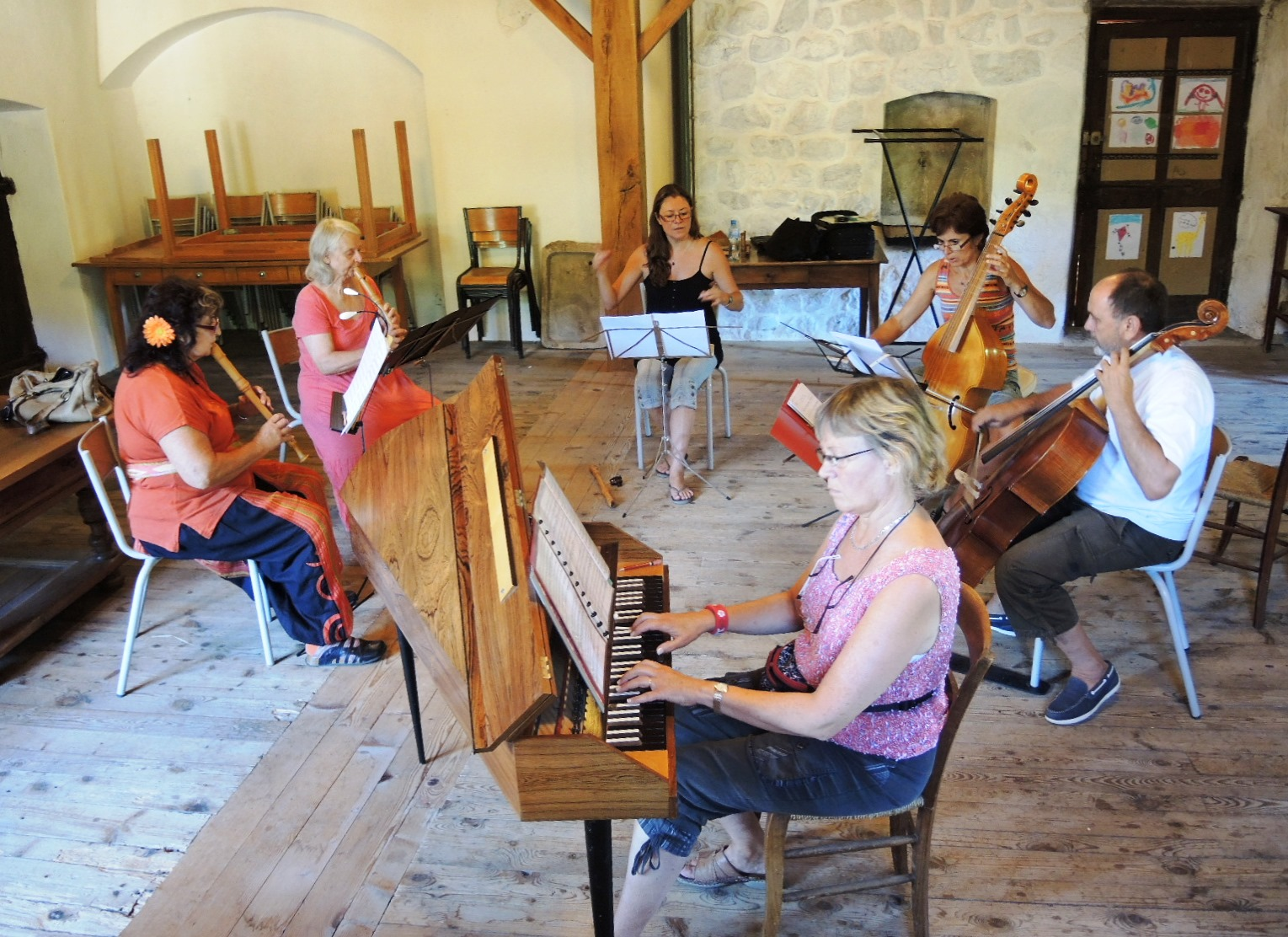
Stage de musique ancienne au château.
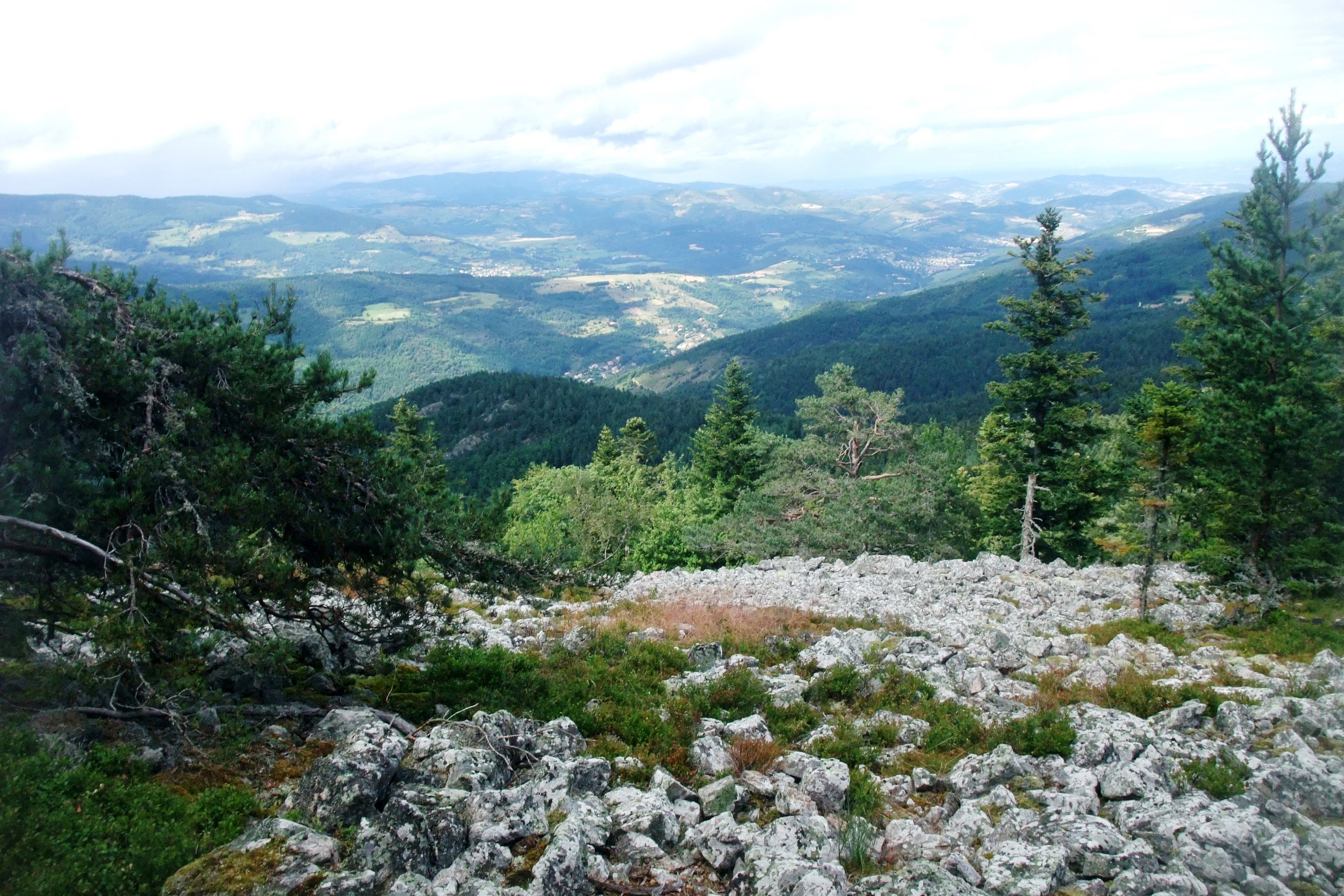
Vue sur la vallée depuis le Chirat blanc.

### Sources et bibliographie
- Bernard Vial, Vocance en Vivarais ; des origines au début du XIXe siècle (1983).
- Bernard Vial, André Coront-Ducluzeau, 1789-1799 : la Révolution française en vallée de la Vocance (1989).
- Le château de Vocance, Revue du Vivarais, 1913.
- Le Chirat blanc, lieu de retranchement gaulois, Henri Müller, Revue du Vivarais, 1923.
- Albin Mazon, Voyage autour d'Annonay (1901).Forêts et scieries de la Vocance
- Guide officiel de l'Union Touristique Ardèche Verte (1991).
- Archives municipales.
- Reportages du Dauphiné libéré et notamment articles du 31 août 2013 de François Bassaget.
- René Sabatier, « Forêts et scieries de la Vocance : dans cahier consacré aux activités humaines en forêt ardéchoise », Cahier de Mémoire d'Ardèche et Temps Présent, no 162,‎ 15 mai 2023